# Стана Катич
Стана Катич (англ. Stana Katic [ˈstɑːnə ˈkætɪk]; нар. 26 квітня 1978, Гамільтон, Онтаріо, Канада) — канадо-американська акторка кіно і телебачення. Має сербське та хорватське коріння.
Знімається здебільшого в телевізійних серіалах, але брала участь і в кінокартинах: «Квант милосердя», «Месник» тощо. Відома за роллю детективки Кейт Бекет у телевізійному серіалі «Касл».

## Життєпис
Катіч народилася в Гамільтоні, Онтаріо, Канада. Батько, Петар Катіч, — серб, а мати, Рада Катич, — хорватка, які емігрували з Югославії. Під час обговорення її етнічної приналежності, вона заявила: «Мої батьки — серби з Хорватії. Я називаю нас далматами, тому що це частина планети звідки ми родом. Я маю сербське, хорватське і навіть чорногорське походження». Її батько родом з містечка Врліка, а мати — з сусіднього міста Сінь. Пізніше Катич з родиною переїхала в місто Аврора, штат Іллінойс. Наступні роки вона провела переїжджаючи з місця на місце між Канадою та Сполученими Штатами. 
Після випуску зі школи «Вест Аврора» у 1996 році вона навчалася в Університеті Торонто, а згодом у театральній школі Університеті Де Поля (англ. DePaul University Goodman School of Drama), де навчалася акторського мистецтва з 2000 до 2002 року. Стана також навчалася акторству у Беверлі-Хіллз Плейхаус (англ. Beverly Hills Playhouse). Має сестру і чотирьох братів.

## Фільмографія
| Рік       |    | Українська назва                      | Оригінальна назва                         | Роль                |
| --------- | -- | ------------------------------------- | ----------------------------------------- | ------------------- |
| 1999      | кф | Кислотні виродки                      | Acid Freaks                               | Енні                |
| 2003      | ф  | Заплющити очі                         | Shut-Eye                                  | Енджела             |
| 2004—2004 | с  | Оперативник                           | The Handler                               | Маріелла            |
| 2004—2004 | с  | Шпигунка                              | Alias                                     | Бортпровідниця      |
| 2004—2004 | с  | Драгнет                               | Dragnet                                   | Міріам Нельсон      |
| 2004—2004 | с  | Щит                                   | The Shield                                | Ейла                |
| 2004—2004 | с  | Військово-юридична служба             | JAG                                       | Люсін Чармолі       |
| 2005      | ф  | Пітбуль                               | Pit Fighter                               | Маріанна            |
| 2005—2005 | с  | Шукач                                 | The Closer                                | Надя                |
| 2005—2005 | с  | Швидка допомога                       | ER                                        | Блер Коллінз        |
| 2006      | тф | Без обличчя                           | Faceless                                  | Даяна Палос         |
| 2006      | тф | Династія драконів                     | Dragon Dynasty                            | Ава                 |
| 2006—2006 | с  | 24                                    | 24                                        | Колет Стенджер      |
| 2006—2006 | с  | Брати і сестри                        | Brothers & Sisters                        | Карен Велс          |
| 2007      | ф  | Свято кохання                         | Feast of Love                             | Дженні              |
| 2007      | тф | Своя людина                           | Company Man                               | Сара Бейкер         |
| 2007—2007 | с  | Герої                                 | Heroes                                    | Ханна Гітельман     |
| 2007—2007 | с  | C.S.I.: Місце злочину Маямі           | CSI: Miami                                | Рита Салліван       |
| 2007—2007 | с  | Загін «Антитерор»                     | The Unit                                  | Дебра Лейн          |
| 2008      | ф  | Шлях клинка                           | Stiletto                                  | Раїна               |
| 2008      | ф  | Квант милосердя                       | Quantum of Solace                         | Корін Вінав         |
| 2008      | тф | Бібліотекар: Прокляття Юдиного потиру | The Librarian: Curse of the Judah Chalice | Сімона Ренуар       |
| 2008      | ф  | Месник                                | The Spirit                                | Моргенштерн         |
| 2008      | ф  | Правда про Керрі                      | Truth About Kerry                         | Емма                |
| 2008—2008 | с  | Стати королями                        | Would Be Kings                            | Джуліана Мартінеллі |
| 2009—2016 | с  | Касл                                  | Castle                                    | Кейт Бекет          |
| 2010      | ф  | Тільки для коханців                   | For Lovers Only                           | Софія               |
| 2011      | ф  | Подвійний агент                       | The Double                                | Ембер               |
| 2011      | вг | Batman: Arkham City                   | Batman: Arkham City                       | Талія аль Гул       |
| 2012      | ф  | Біг-Сюр                               | Big Sur                                   | Ленор Кендл         |
| 2012—2012 | с  | Флетчер Драйв                         | Fletcher Drive                            | Грета               |
| 2013      | ф  | Клуб «CBGB»                           | CBGB                                      | Женя Раван          |
| 2013      | мф | Супермен: Непереможений               | Superman: Unbound                         | Лоіс Лейн           |
| 2016      | ф  | Рандеву                               | The Rendezvous                            | Рейчел Розман       |
| 2016      | ф  | Міста-побратими                       | Sister Cities                             | Кароліна            |
| 2017      | ф  | Загублений у Флоренції                | Lost in Florence                          | Анна                |
| 2017      | с  | Амнезія                               | Absentia                                  | Емілі Бірн          |
| 2018      | ф  | Кадавер                               | Cadaver                                   | Лайза Робертс       |
| 2019      | ф  | Дзвінок до шпигуна                    | A Call to Spy                             | Вера Аткінс         |